# Chris Argyris
Chris Argyris (Newark, 16 juli 1923 – 16 november 2013) was een Amerikaans bedrijfskundige en emeritus hoogleraar van de Harvard Business School en algemeen bekend door zijn werk over lerende organisaties, later opgenomen in de bestseller The Fifth Discipline van Peter M. Senge.
Argyris studeerde psychologie en economie.
Concepten die door Argyris ontwikkeld zijn, zijn onder meer: de gevolgtrekkingenladder (Ladder of Inference), dubbelslag leren (Double-Loop Learning), actietheorie/beleden theorie/gebruikstheorie (Theory of Action/Espoused Theory/Theory-in-use) en de veel stellen en veel vragen-dialoog (High Advocacy/High Inquiry dialogue).
Action Science, de titel van een van Argyris' werken in samenwerking met Robert Putnam en Diana McLain Smith, bepleit een onderzoeksbenadering die zich richt op het genereren van kennis die bruikbaar is bij het oplossen van praktische problemen.
- Bibsys: 90099240
- Bibliothèque nationale de France: cb120558586 (data)
- Catàleg d'autoritats de noms i títols de Catalunya: 981058514444406706
- CiNii: DA01459798
- Gemeinsame Normdatei: 120944200
- International Standard Name Identifier: 0000 0001 0859 8359
- Library of Congress Control Number: n80050827
- Nationale Bibliotheek van Letland: 000306090
- Bibliotheek van het Japanse parlement: 00431683
- Nationale Bibliotheek van Tsjechië: jn20000600372
- Nationale bibliotheek van Australië: 35007949
- Nationale Bibliotheek van Israël: 987007272451105171
- Nationale en Universitaire bibliotheek Zagreb: 000194706
- Nederlandse Thesaurus van Auteursnamen: 068333005
- Istituto Centrale per il Catalogo Unico: SBLV179731
- SNAC: w69b1170
- Système universitaire de documentation: 028796837
- Trove: 787780
- Virtual International Authority File: 109013710
- WorldCat: E39PBJptW9cddfcJyMXK4778md